# Цезаропапизъм
Цезаропапизъм е принципът и идеята, че в една държава цезарят или царят има по-голяма власт от папата. Такава е държавната традиция на всички източноправославни държави. Това понятие вероятно е използвано за първи път от Юстус Хенинг Бьомер  (1674 – 1749). В крайната форма на цезаропапизма, държавният глава е върховен глава и на църквата, като по този начин църковните институции попадат под контрола на държавата. Това е осъществено от Иван Грозни в Русия, и от Хенри VIII в Англия, през 16 век.